# 毛尖山乡
毛尖山乡，是中华人民共和国安徽省安庆市岳西县下辖的一个乡镇级行政单位。

## 行政区划
毛尖山乡下辖以下地区：
红旗村、板舍村、平精村、林河村、王畈村和合林村。